# Luigi Lanza
Pour les articles homonymes, voir Lanza.
Luigi Lanza, né en 1860 et mort après 1913, est un peintre italien, peignant principalement des vedute, à l'huile et à l'aquarelle.

## Biographie
Luigi Lanza naît en 1860 à Venise. Il est le frère du peintre Giovanni Lanza.
Il étudie à l'Accademia de Venise. Il peint des vedute la plupart du temps de sa Venise natale, mais il a aussi voyagé à travers l'Italie du Sud. Ses œuvres incluent Côte à Venise, Al lido, et Sulla laguna. À Turin, en 1884, il expose Rivo Ca Bernardo. À Venise et Turin en 1887, il expose, entre autres, une Vedute de la Laguna. À la Promotrice de Florence en 1887, il expose un tableau : Fondamenta dello Misericordia. Son Veduta di Castel dell'Ovo a Napoli se trouve à l'académie Carrara à Bergame.